# والتر أومالي
والتر أومالي (بالإنجليزية: Walter Francis O'Malley)‏ هو محامي أمريكي، ولد في 9 أكتوبر 1903 في ذا برونكس في الولايات المتحدة، وتوفي في 9 أغسطس 1979 في روشستر في الولايات المتحدة بسبب قصور القلب.

## وصلات خارجية
- الموقع الرسمي
- والتر أومالي على موقع جمعية أبحاث البيسبول الأمريكية (الإنجليزية)
- والتر أومالي على موقع قاعة مشاهير كرة القاعدة (الإنجليزية)
- والتر أومالي على موقع الموسوعة البريطانية (الإنجليزية)